# Davide Gentile
Davide Gentile est un journaliste canadien qui travaille au Québec en français. Il travaille présentement pour Radio-Canada à Montréal comme journaliste. Il couvre le secteur de la santé et des affaires sociales.

## Biographie
Originaire de Montréal, Davide Gentile est né en 1970. Son père serait un immigrant italien, sicilien en fait, né dans le village de Cattolica Eraclea. Sa mère est une francophone née à Montréal.
Il obtient un baccalauréat en communications de l'Université Concordia en 1994. 

## Parcours professionnel
Davide Gentile a œuvré en tourisme pendant 6 ans au début de la vingtaine et travaillait alors aussi comme pigiste en journalisme et en documentaires.
Il débute avec Radio-Canada en 1997. Recherchiste, rédacteur à RDI brièvement, il bifurque rapidement vers le reportage radio et devient ensuite chroniqueur à la radio à Montréal et Québec. chroniqueur. En 2003, il devient reporter pour la télévision à Québec. 
Retour dans sa ville natale en 2005. Il obtient divers mandats dont les affaires économiques.
De 2006 à 2012 il couvre les affaires montréalaise dans le Téléjournal Montréal.
De décembre 2012 à juin 2016 il retourne à Québec comme correspondant parlementaire à l'Assemblée nationale. Il a aussi au cours de cette période été chroniqueur politique pour la radio de Radio-Canada.
Il a couvert les Jeux Olympiques d'Athènes en 2004, ceux de Pékin en 2008 et ceux de Rio en 2016.
Davide Gentile est revenu travailler pour Radio-Canada à Montréal en juillet 2016. Il travaille comme reporter dans un module de courte enquête au Centre de l'information de Radio-Canada. Comme plusieurs reporters de la SRC il diffuse ses reportages tant en télévision qu'en radio et sur le site internet de Radio-Canada à l'écrit. 